# Distretto di San Luis (Cajamarca)
Il distretto di San Luis è uno dei quattro distretti  della provincia di San Pablo, in Perù. Si trova nella regione di Cajamarca e si estende su una superficie di 42,88 chilometri quadrati.

Istituito l'11 dicembre 1981, ha per capitale la città di San Luis Grande; al censimento 2005 contava 1.524 abitanti.